# TOT SC
TOT SC(TOT Sport club)는 국영 통신 회사인 TOT 공개 회사 제한 을 대표하는 방콕 북부의 락씨에 연고를 둔 태국의 해체된 축구 클럽이다. TOT는 원래 민영화 전 회사의 이전 이름인 태국의 전화 기구(Telephone Organization of Thailand)를 의미한다. TOT의 축구팀은 태국 축구 협회 (FAT)의 회원이자 태국 프리미어 리그의 공동 설립자이다다. TOT SC는 2016년에 해체되었다